# Jim Steinman
James Richard (Jim) Steinman (Hewlett (New York), 1 november 1947 – Danbury (Connecticut), 19 april 2021) was een Amerikaanse songwriter, tekstdichter, componist, zanger en producer.
Zijn werk omvat rockmuziek, wagneriaanse rock, dance, popmuziek, musical en filmmuziek. Hij schreef voor artiesten als Bonnie Tyler en Meat Loaf, waaronder de albums Bat Out of Hell (1977, een van de meest verkochte albums in de popgeschiedenis), Faster Than the Speed of Night (1983) en Bat Out of Hell II: Back into Hell (1993). Zijn enige solo-album, Bad for Good, verscheen in 1981. 
Steinmans meest succesvolle singles waren onder meer Bonnie Tylers Total Eclipse of the Heart; Air Supply's Making Love Out of Nothing at All; Meat Loafs I'd Do Anything for Love (But I Won't Do That); The Sisters of Mercy's This Corrosion en More; Barry Manilows Read 'Em and Weep; Take Thats Never Forget; en Celine Dions cover van It's All Coming Back to Me Now.
Hij werd genomineerd voor een Grammy Award voor Best Score Soundtrack for Visual Media voor Footloose (1985), en voor een Song of the Year voor I'd Do Anything for Love (But I Won't Do That) (1994). Hij won de Grammy Award voor Album of the Year voor Falling into You (1997).
In 2012 werd Steinman opgenomen in de Songwriters Hall of Fame.

## Leven en loopbaan

### Vroege levensjaren
Steinman was de zoon van Eleanor Steinman, docente Latijn, en Louis Steinman, eigenaar van een magazijn voor staalproducten. Hij was gedeeltelijk van joodse afkomst. In 1969 behaalde hij zijn bachelor-diploma aan het Amherst College in Massachusetts.

### De jaren zestig
In maart 1968, op het Amherst College, schreef Steinman muziek voor een bewerking van het toneelstuk A Man's a Man van Bertolt Brecht. In mei 1968 regisseerde hij een uitvoering van het toneelstuk The Beard van Michael McClure. In de zomer van 1968 werkte hij mee aan Baal van Brecht, dat werd uitgevoerd door Island Theater Workshop op Martha's Vineyard.
In april 1969, in het laatste jaar op het Amherst College, schreef hij het boek, de muziek en de liedteksten voor zijn musical The Dream Engine. Steinman speelde Baal en Barry Keating, co-auteur, was de verteller en regisseur. Enkele teksten vormden de basis van later wereldberoemde liedjes als Total Eclipse of the Heart en You Took The Words Right Out Of My Mouth.
De musical werd meerdere keren opgevoerd op de campus van het Amherst College en het nabijgelegen Holyoke College. Regisseur Joseph Papp woonde een uitvoering bij en bleek onder de indruk van Steinmans talent. De eerste jaren na zijn opleiding werkte Steinman voor Papp.

### De jaren zeventig
In 1971 componeerde Steinman de muziek voor het poppenspel 'Ubu' (gebaseerd op het theaterstuk 'Ubu On The Hill' van Alfred Jarry uit 1888).
In 1972 bracht Steinman samen met zijn vriend Barry Keating een musical op de planken genaamd Rhinegold, een bewerking van Richard Wagners opera Das Rheingold. Keating schreef de teksten en Steinman de muziek. In datzelfde jaar zong Bette Midler een demo in van Steinmans lied Heaven Can Wait.
In 1973 bracht Yvonne Elliman zijn nummer Happy Ending uit op haar album Food of Love. Dit was het allereerste werk van Steinman dat officieel op plaat verscheen.
In datzelfde jaar schreef Steinman tekst en muziek voor de musical More Than You Deserve, geregisseerd door Papp. Een van de acteurs was Marvin Lee Aday, beter bekend onder de naam Meat Loaf, met wie Steinman zijn hele leven nauw zou blijven samenwerken. Het lied More Than You Deserve (1973) werd als single uitgebracht, gezongen door Meat Loaf.
In 1976 schreef Steinman de muziek voor de musical The Confidence Man (met teksten van Ray Errol Fox)
Sinds 1974 was Steinman bezig geweest met een musical getiteld Neverland, grotendeels gebaseerd op de Dream Engine, maar deels ook op Peter Pan van J.M. Barrie. Steinman en Meat Loaf vonden hier drie nummers uitspringen: Bat Out of Hell, Heaven Can Wait, en The Formation of the Pack (of All Revved Up With No Place to Go). Steinman werkte dit uit tot een serie van zeven songs om als één album op te nemen.
Het kostte Steinman en Meat Loaf veel moeite en afwijzingen om een platenmaatschappij te vinden voor Bat Out of Hell. Het verscheen dan eindelijk in 1977 bij Cleveland International Records. De plaat had onmiddellijk groot succes in Australië en Groot-Brittannië, en later ook in de Verenigde Staten. Volgens Steve Popovich, de oprichter van Cleveland International Records, werden er ongeveer 40 miljoen exemplaren van het album verkocht. 
Steinman schreef de muziek voor de sitcom Delta House (1979, tekst van Sean Kelly en Tony Hendra, zang Michael Simmons). De muziek werd later gebruikt voor het lied Dead Ringer for Love.

### De jaren tachtig
In 1980 verzorgde Steinman de filmmuziek van de film A Small Circle of Friends (arrangement van Steve Margoshes). Verschillende melodieën zijn herkenbaar in latere nummers van Steinman, waaronder Total Eclipse of the Heart en Making Love Out of Nothing at All. 
Tijdens het werken aan het tweede album, na Bat Out of Hell, kreeg Meat Loaf last van stemproblemen. Het album, Bad for Good, verscheen in 1981 toch, waarbij Steinman zelf de meeste liedjes had ingezongen.
Voor het volgende album, Dead Ringer (1981), was Meat Loaf wel opnieuw weer de zanger (alle liedjes waren geschreven door Steinman). Het nummer Dead Ringer for Love was een duet met Cher.
Steinman schreef twee nummers voor Bonnie Tylers album Faster Than the Speed of Night (1983): Total Eclipse of the Heart en Faster Than the Speed of Night (en was producent van de plaat). Hij schreef tevens het nummer Read 'Em and Weep voor Barry Manilow.
Twee nummers van de soundtrack van de film Streets of Fire (1984) zijn geschreven door Steinman: Tonight Is What It Means to Be Young en Nowhere Fast. Hij produceerde Barbra Streisands album Emotion (1984), waarop zijn lied Left in the Dark is opgenomen (eerder verschenen op Bad for Good).
De soundtrack van de film Footloose (1984) bevat het nummer Holding Out for a Hero, gezongen door Bonnie Tyler, met tekst van Dean Pitchford en muziek van Steinman. De film was een succes en het lied werd een hit.
In 1985 schreef Steinman een nummer voor Hulk Hogan (WWE), dat verscheen op de cd The Wrestling Album. In 1986 verscheen Bonnie Tylers album Secret Dreams and Forbidden Fire; van vier liedjes hierop was de tekst en/of de muziek geschreven door Steinman (waaronder Holding Out for a Hero).
In 1989 werd de plaat Original Sin uitgebracht, onder de naam Pandora's Box, waarop Steinman zelf zong samen met vier zangeressen (Ellen Foley, Elaine Caswell, Gina Taylor en Deliria Wilde). Hierop stonden onder meer de nummers It's All Coming Back to Me Now, It Just Won't Quit en Good Girls Go to Heaven (Bad Girls Go Everywhere).

### Laatste levensjaren en overlijden
In 2004 werd Steinman getroffen door een beroerte. Vier jaar voor zijn overlijden kreeg hij opnieuw een beroerte. Hij overleed op 19 april 2021, in de leeftijd van 73 jaar. Meat Loaf, die negen maanden later eveneens zou overlijden, zei over Steinmans dood: "We didn't know each other, we were each other" (we kenden elkaar niet, we waren elkaar).

## Stijl en invloed
Steinman vertegenwoordigt een muziekstijl die bekendstaat als Wagnerian Rock-Opera (Wagneriaanse rockopera), een stijl die voornamelijk beïnvloed werd door de operamuziek van Wagner en de muziekproductie van Phil Spector (River Deep, Mountain High en You've Lost That Loving Feeling). Tevens kan men er elementen van de muziek van Elvis Presley in terugvinden (zoals in het nummer Two Out of Three Ain't Bad).
Zo rond eind jaren zestig, begin jaren zeventig werd Steinman tevens beïnvloed door The Doors en Bruce Springsteen (wiens album Born To Run overeenkomsten vertoont met Steinmans werk uit de periode vlak daarna).